# BSC Ingolstadt
Der BSC Ingolstadt (offiziell: Billard-Sport-Club Ingolstadt e. V.) ist ein Billardverein aus Ingolstadt. Der 1989 gegründete Verein wurde 1995 und 1996 deutscher Mannschaftsmeister im Poolbillard.

## Geschichte
Der BSC Ingolstadt wurde im November 1989 gegründet. 1990 wurde er Mitglied der Deutschen Billard-Union. Ab der Saison 1990/91 nahm der Verein am Ligaspielbetrieb des Bayerischen Landesverbandes teil. In der Saison 1992/93 stieg der Verein in die 2. Bundesliga auf. In der darauffolgenden Spielzeit wurde er ungeschlagen Meister der 2. Bundesliga und stieg somit in die 1. Bundesliga auf. Dort wurde der Verein bereits in seiner ersten Saison ungeschlagen deutscher Meister. In der Saison 1995/96 konnte er den Titel erfolgreich verteidigen. 1997 wurde der BSC Ingolstadt in der Bundesliga Dritter, 1998 Zweiter und stieg 1999 in die 2. Bundesliga ab. In der Saison 2001/02 spielte der Verein erneut in der 1. Bundesliga. Für die Saison 2002/03 wurde jedoch die Bundesligamannschaft des Vereins abgemeldet.
Die erste Mannschaft des Vereins spielte seit der Saison 2015/16 in der Landesliga Mitte-Süd. Nachdem die Landesligen neu strukturiert wurden, spielte der Verein 2017/18 in der Landesliga Mitte-Nord und in den beiden folgenden Saisons zuerst in der Landesliga Franken Mitte und später in der Landesliga Oberbayern Nord.
Sylvia Buschhüter, Oliver Ortmann und Ralph Pfeiffer wurden als Spieler des BSC Ingolstadt deutsche Meister im Einzel.

### Platzierungen seit 2009
| Saison  | Liga (Spielklasse)              | Platz |
| ------- | ------------------------------- | ----- |
| 2009/10 | Landesliga P4 (6)               | 5     |
| 2010/11 | Landesliga P4 (6)               | 8     |
| 2011/12 | Bezirksliga P42 (7)             | 4     |
| 2012/13 | Bezirksliga Oberbayern-Nord (7) | 6     |
| 2013/14 | Bezirksliga Oberbayern-Nord (7) | 4     |
| 2014/15 | Bezirksliga Oberbayern-Nord (7) | 1     |
| 2015/16 | Landesliga Mitte-Süd (6)        | 4     |
| 2016/17 | Landesliga Mitte-Süd (6)        | 4     |
| 2017/18 | Landesliga Mitte-Nord (6)       | 6     |
| 2018/19 | Landesliga Franken Mitte (6)    | 4     |
| 2019/20 | Landesliga Oberbayern Nord (6)  |       |

## Bekannte ehemalige Spieler
(Auswahl)
- Jakob Belka
- Sylvia Buschhüter
- Ralph Eckert
- Bernd Jahnke
- Oliver Ortmann
- Ralph Pfeiffer